# Rivière Bourbon
Pour les articles homonymes, voir Bourbon.
La rivière Bourbon est un affluent de la rivière Bécancour. Elle coule dans les municipalités de Sainte-Sophie-d'Halifax, Plessisville (paroisse), Plessisville (ville), Notre-Dame-de-Lourdes et Princeville, dans la municipalité régionale de comté (MRC) de l'Érable, dans la région administrative du Centre-du-Québec, au Québec, au Canada.

## Géographie
Les principaux bassins versants voisins de la rivière Bourbon sont :
- côté nord : rivière Bécancour ;
- côté est : rivière Bécancour, rivière Noire ;
- côté sud : rivière Blanche, rivière Bulstrode ;
- côté ouest : ruisseau Jacques, rivière Bécancour.

La rivière Bourbon prend sa source de ruisseaux situés en zone forestière au sud de Plessisville (ville).
À partir de sa source, la rivière Bourbon coule sur 37,9 km selon les segments suivants :
- 2,3 km vers l'ouest, dans la municipalité de Sainte-Sophie-d'Halifax, jusqu'au pont du village de Sainte-Sophie-d'Halifax ;
- 3,9 km vers le nord-ouest, en traversant le village, jusqu'à la limite municipale de Plessisville (paroisse) ;
- 2,3 km vers le nord, jusqu'à une route ;
- 1,7 km vers le nord-ouest, jusqu'à la confluence du "ruisseau de la Savane" ;
- 3,2 km vers le nord, jusqu'au pont situé au sud du village de Plessisville (ville) ;
- 2,3 km vers le nord-ouest, en traversant sept ponts dans Plessisville (ville), jusqu'à la limite de la municipalité de paroisse de Plessisville (paroisse) ;
- 8,0 km vers le nord-ouest, jusqu'à la limite municipale de Notre-Dame-de-Lourdes ;
- 9,4 km vers l'ouest, en serpentant dans la municipalité de Notre-Dame-de-Lourdes et en passant au sud d'une grande zone de marais, jusqu'à la limite municipale de Princeville ;
- 4,8 km vers l'ouest, en serpentant dans la municipalité de Princeville et en passant entre deux zones de marais, jusqu'à son embouchure.

La rivière Bourbon se déverse sur la rive sud-est de la rivière Bécancour en amont de la confluence du ruisseau Jacques, en aval du hameau Plage-Patry et en aval de la confluence de la rivière Noire. Cette confluence est située au nord du village de Plessisville (ville).

## Toponymie
En 1815, l'arpenteur et géographe Joseph Bouchette désignait ce cours d'eau sur sa carte sous le toponyme "rivière Blanche". Cette appellation de la rivière était encore en usage au cours de la seconde moitié du XIXe siècle, soit au début de la colonisation de ce secteur. Au début du XXIe siècle, les résidents du secteur désignent encore ce cours d'eau "rivière Blanche", malgré l'officialisation de son appellation "Bourbon" en 1924 par la "Commission de géographie du Québec", à la suite de la recommandation de la "Commission de géographie du Canada".
Quelques thèses sont connus sur l'origine possible de l'hydronyme "Bourbon". La première suppose un rapport avec un descendant d'un pionnier venu en Nouvelle-France au XVIIe siècle. Notons qu'un dénommé Merdieu dit Bourbon a laissé ses traces dans les documents d'archives dans les seigneuries Saint-Gabriel et de Notre-Dame-des-Anges, dans la première moitié du XVIIIe siècle. Une seconde thèse fait un lien avec la maison royale des Bourbon. Une troisième thèse suppose que l'hydronyme Bourbon est dérivé du nom collectif gaulois Borvo ou Bormo désignant la divinité des sources thermales. Les mots bourbe et bourbeux ont la même racine ; ces mots auraient pu inspirer initialement les auteurs de cette appellation.
Une quatrième thèse suppose que ce toponyme évoque un membre de la famille royale française ayant immigré au Canada en 1795. Cette thèse s'appuie sur un écrit du "Bulletin des Recherches Historiques" indiquant : « Suite à la Révolution française, des milliers de prêtres, que l'on évalue à plus de 20 000, quittèrent la France, plutôt que de prêter serment à la constitution civile du clergé. Plusieurs parmi eux se réfugièrent en Angleterre, d'où 40 d'entre eux obtinrent la permission d'immigrer au Canada, dont un certain prêtre du nom de Courtin, qui vint en 1795 accompagné « d'un jeune prince de sang royal, fils naturel de Louis XV, frère du grand Dauphin, oncle par conséquent de Louis XVI, de Louis XVIII et de Charles X. Jean Louis de Bourbon - c'était son nom - passa incognito au Canada, et y vécut sous un nom emprunté (Jean-Baptiste Decaraffe), pratiquant l'humble métier d'orfèvre dans quelque paroisse de la vallée de la rivière Chambly, où il se maria ». Cette information mentionnée dans le Bulletin des Recherches Historiques, volume 9, 1903 pages 59 et 60, par l'abbé A.-H. Gosselin, nous apprend que ce dernier avait reçu un renseignement, pertinent à cette histoire, du confesseur de l'une des filles de l'orfèvre, qui lui avait dit que son père avait avoué son identité sur son lit de mort; la vieille mentionnait surtout le fait qu'on avait coupé le col à un de ses parents (Louis XVI), parce qu'il y avait du train, par en haut. De plus, Jean-Louis de Bourbon portait la croix de Saint-Louis: cette croix fut léguée à une pauvre paroisse des cantons de l'Est, et servit à orner l'ostensoir du Saint-Sacrement. Une autre source du Bulletin des Recherches Historiques, volume 28, Lévis, 1922 (donc 2 ans avant le changement de nom), p. 220-2 rappelle que sa fille, dont il est ici question, se dénommait Louise LeBourbon, elle fut inhumée dans le cimetière de Saint-Valère-de-Bulstrode en mai 1882, à l'âge de 87 ans. Jean-Baptiste Decaraffe, alias Jean-Louis Bourbon, eut 12 enfants, il fut inhumé à Bécancour, le 16 mars 1813, âgé de 51 ans. Il était donc né vers 1762. Les gens de Bécancour, on ne sait pourquoi, avaient surnommé cette famille nouvellement arrivée dans la paroisse les Christophe. Marie-Louise Du Tremble-Cottenoire (épouse de Jean-Baptiste Decaraffe) marie, en secondes noces, Joseph Leblanc, de Saint-Grégoire. Elle fut inhumée à Saint-Célestin en 1866, âgée de 98 ans. Enterrée d'abord dans le cimetière paroissial le curé de Saint-Célestin, Mgr Marquis, fit transporter plus tard son corps dans son caveau de famille, disant: « C'est le corps de la femme du fils d'un roi de France ». Selon l'abbé Chs-Ed. Mailhot.
Le toponyme "rivière Bourbon" a été officialisé le 5 décembre 1968 à la Commission de toponymie du Québec.